# Leszek Kryst
Leszek Władysław Kryst (ur. 20 maja 1929 w Warszawie, zm. 19 lutego 2022) – polski lekarz stomatolog i urzędnik państwowy, profesor doktor habilitowany nauk medycznych, specjalista w zakresie chirurgii szczękowo-twarzowej i stomatologii, uczestnik II wojny światowej. Prorektor Akademii Medycznej w Warszawie (1981–1984) i dziekan jej I Wydziału Lekarskiego, podsekretarz stanu w Ministerstwie Zdrowia i Opieki Społecznej (1984–1989).

## Życiorys
Syn mechanika Aleksandra i Rozalii z domu Gutkowskiej, pochodził z rodziny robotniczej. Spokrewniony z harcerzem i żołnierzem Janem Krystem. Jeszcze przed 1939 działał w Związku Harcerstwa Polskiego, w okresie II wojny światowej uczestniczył w akcjach małej dywersji i zdobywania uzbrojenia. Został żołnierzem Armii Krajowej pod pseudonimem „Wirski” (Obwód Wola AK), doszedł do stopnia starszego sierżanta lub kaprala podchorążego. Uczestniczył w powstaniu warszawskim na Woli i po przedostaniu się na Śródmieściu kolejno w ramach: batalionu „Miotła” (zgrupowanie „Radosław”), następnie niesformalizowanej grupy Henryka Krzyżanowskiego „Pantery”, która weszła pod dowództwo batalionu „Miłosz” (podobwodu „Sławbor”, odcinek wschodni; został tam nieformalnym zastępcą szefa plutonu). W powstaniu stracił brata Jerzego i kilkukrotnie odniósł rany, w tym przejściowo stracił słuch i odniósł ciężkie poparzenia. Uczestniczył m.in. w akcji odbijania więźniów z Pawiaka i zdobyciu budynku YMCA. Następnie przebywał w jenieckim obozie karnym Stalag X B w Sandbostel. Dołączył do 2 Korpusu Polskich Sił Zbrojnych w Wielkiej Brytanii, gdzie ukończył szkołę polską w Cannon Hall i zdał maturę. Osiągnął rangę pułkownika w stanie spoczynku.
W 1947 powrócił do Polski, trzy lata później został absolwentem Państwowego Liceum Techniki Dentystycznej w Warszawie. Studiował na Akademii Medycznej w Warszawie na Oddziale Stomatologicznym (1950–1954) i Wydziale Lekarskim (1960–1964). Od 1954 pracował jako zastępca asystenta w Klinice Stomatologii Zachowawczej AM, doszedł na tej uczelni do stanowiska profesora zwyczajnego Kliniki Chirurgii Szczękowo-Twarzowej i Stomatologicznej (1986). W 1965 roku uzyskał stopień doktora nauk medycznych na podstawie pracy Badania laboratoryjne fizyko-chemicznych własności cementów krzemowych, w tymże roku podjął pracę na Akademii Medycznej we Wrocławiu. W 1972 habilitował się po przedstawieniu rozprawy pt. Zmiany morfologiczne w stawach skroniowo-żuchwowych ludzi. W 1978 został profesorem nauk medycznych. Na Akademii Medycznej w Warszawie zajmował stanowiska kierownika Kliniki Chirurgii Szczękowo-Twarzowej i Stomatologicznej (potem I Kliniki Chirurgii Szczękowo-Twarzowej) (1972–1999), dyrektora Instytutu Stomatologii (1972–1981), dziekana I Wydziału Lekarskiego (1975–1978), prorektora uczelni ds. dydaktyczno-wychowawczych (1978–1981). Objął stanowisko profesora w Centralnego Instytutu Ochrony Pracy.
W ramach stomatologii uzyskał specjalizacje ze stomatologii zachowawczej, chirurgii szczękowej i chirurgii stomatologicznej, a w ramach medycyny – w anestezjologii. W pracy naukowej zajmował się tematyką chirurgii szczękowo-twarzowej oraz stomatologią, w tym zwłaszcza epidemiologii, diagnostyki i leczenia nowotworów złośliwych twarzy, szczęk, jamy ustnej, leczeniu guzów zębopochodnych i zmian kostnych szczęk, implantologii stomatologicznej, leczeniu złamań części twarzowej czaszki, leczeniu chirurgicznym wad twarzowo-szczękowo-zgryzowych. Autor ponad 150 prac naukowych, w tym podręczników „Chirurgia szczękowo-twarzowa”, „Atlas zabiegów chirurgii stomatologicznej” i „Znieczulenie w praktyce stomatologicznej”. Był założycielem i prezesem Zarządu Głównego Polskiego Towarzystwa Chirurgii Jamy Ustnej i Chirurgii Szczękowo-Twarzowej oraz Europejskiego Towarzystwa Chirurgów Czaszkowo-Szczękowo-Twarzowych (EACMFS). Przez trzy kadencje zasiadał w zarządzie Polskiego Towarzystwa Stomatologicznego, wszedł w skład władz Stowarzyszenia Autorów Książek Medycznych.
Wstąpił do Polskiej Zjednoczonej Partii Robotniczej. Od stycznia 1984 do maja 1989 zajmował stanowisko podsekretarza stanu w Ministerstwie Zdrowia i Opieki Społecznej.
Zamieszkał w Kaniach. Działał w Związku Powstańców Warszawskich. 11 marca 2022 pochowany na Cmentarzu Powązkowskim w Warszawie.

## Odznaczenia
Odznaczony m.in. Krzyżem Walecznych (w trakcie powstania warszawskiego), Krzyżem Komandorskim Orderu Odrodzenia Polski (2004), Medalem Komisji Edukacji Narodowej, Medalem Zasłużony Nauczyciel Akademicki, Medalem Zasłużony Pracownik Służby Zdrowia, a także Złotą Honorową Odznaką Polskiego Towarzystwa Stomatologicznego. Wielokrotnie wyróżniany nagrodami Ministra Zdrowia i Opieki Społecznej oraz Rektora Akademii Medycznej w Warszawie.